# Resolució 850 del Consell de Seguretat de les Nacions Unides
La Resolució 850 del Consell de Seguretat de les Nacions Unides, aprovada el 9 de juliol de 1993 després de reafirmar les resolucions 782 (1992), 797 (1992) i 818 (1993) sobre la situació a Moçambic, el Consell va examinar l'aplicació dels Acords de pau de Roma i la formació d'unes noves forces armades al país.
El Consell ha reiterat la importància que concedeix als Acords de Pau, però va expressar la seva preocupació per les demores en l'aplicació d'alguns dels seus aspectes. Alhora, se sent encoratjat per l'alto el foc entre el Govern de Moçambic i RENAMO, i va donar la benvinguda al Status of forces agreement entre Moçambic i les Nacions Unides i el ple desplegament dels components militars de l'Operació de les Nacions Unides a Moçambic (ONUMOZ). La retirada de les tropes de Malawi i Zimbàbue també va ser ben rebuda.
Els tributs es pagaven al Representant Especial del Secretari General, al Comandant de la Força ONUMOZ, i al personal militar i civil de l'ONUMOZ per la seva dedicació a ajudar al poble de Moçambic a assolir la democràcia al país. Es va donar la benvinguda als avenços en l'aplicació de l'acord de pau, encara que hi havia preocupació pels retards, en particular la contracció i desmobilització de les tropes, la formació d'una nova unitat d'exèrcit i de la preparació de les eleccions que se celebraran abans d'octubre de 1994. Es va celebrar una reunió prevista entre el govern de Moçambic i la RENAMO sobre aquestes qüestions. Es va instar les dues parts a iniciar la contracció i la desmobilització de les seves forces i personal militar a Nyanga, Zimbabwe i a despatxar els primers elements acabats de formar de la Força de Defensa de Moçambic.
Va ser aprovada la recomanació del secretari general de que l'ONUMOZ ha de presidir la Comissió Conjunta per a la Formació de la Força de Defensa de Moçambic, instant la RENAMO a la cooperació i a l'enteniment que no implica l'obligació per part de les Nacions Unides d'entrenar o establir les noves forces armades. Es va destacar la importància d'establir la Comissió de l'Administració de l'Estat, així com l'aplicació a tot el país de les disposicions dels Acords de Pau de Roma relatives a l'administració pública. Mentrestant foren benvingudes totes les donacions estrangeres en suport del procés de pau, en particular la contribució d'Itàlia al Fons Fiduciari.
La resolució conclou en requerir al secretari general Boutros Boutros-Ghali que informi abans del 18 d'agost de 1993, sobre el resultat de les discussions.